# ベティ・リード・ソスキン
ベティ・リード・ソスキン（Betty Reid Soskin、1921年9月22日 - ）は、アメリカ合衆国の国立公園局の元レンジャーである。カリフォルニア州リッチモンドのロージー・ザ・リベッター第二次世界大戦ホーム・フロント国立歴史公園に勤務していた。2022年3月31日に100歳で引退した。国立公園レンジャーの中で最高齢だった。2018年2月に回顧録"Sign My Name to Freedom"を刊行した。

## 若年期
1921年9月22日、ミシガン州デトロイトでベティ・シャルボネ(Betty Charbonnet)として生まれた。両親共にルイジアナ州出身のカトリック教徒で、父のドーソン・ルイ・シャルボネ(Dorson Louis Charbonnet)はクレオール、母のロティ・ブロー・アレン(Lottie Breaux Allen)はケイジャンの血を引いていた。曾祖母は1846年に奴隷として生まれた。
幼いときに一家でルイジアナ州ニューオリンズに引っ越したが、1927年のミシシッピ大洪水で家と会社が流され、カリフォルニア州オークランドに移り住んだ。ソスキンは、オークランドのキャッスルモント高校を卒業した。

## キャリア
第二次世界大戦中は、黒人だけの労働組合であるボイラー職人組合A-36で書類整理係として働いた。主な仕事は、頻繁に転居する労働者たちの住所変更届のファイリングだった。

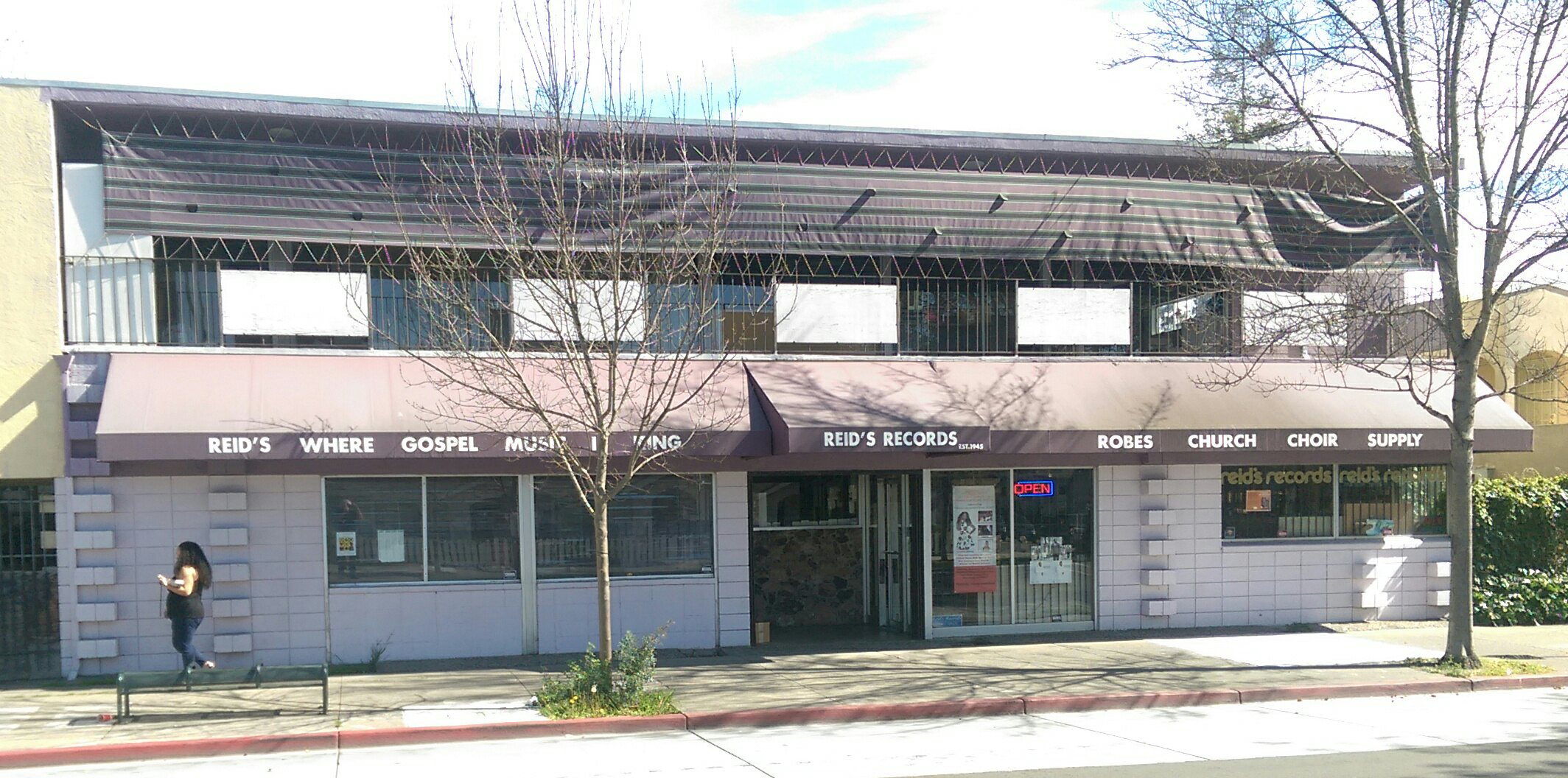
リード・レコード（2014年撮影）

1943年にメルヴィン・リード(Melvin Reid)と結婚した。1945年6月、夫とともに、カリフォルニア州バークレーに、リード・レコードというゴスペルに特化した小さなレコード店を開店した。
一家は1950年代にカリフォルニア州ウォールナットクリークに移り住んだ。子供たちは地元の公立学校に通い、後に私立学校に移った。一家が家を構えた場所は白人の多い郊外であり、家族は周囲からの激しい人種差別にさらされた。
ソスキンはカトリックからユニテリアンに改宗し、マウントディアブロ・ユニテリアン教会やユニテリアン・ユニヴァーサリズム協会の黒人集会で活動した。また、シンガーソングライターとして活動し、1960年代には公民権運動に参加した。
1972年にメルヴィンと離婚し、1978年にカリフォルニア大学バークレー校の心理学教授のウィリアム・ソスキン(William Soskin)と再婚した。同年、前夫メルヴィンが健康上・財政上の理由でレコード店の経営を続けられなくなり、ソスキンが店を引き継いだ。これを契機に、ソスキンは地域の社会問題に積極的に関わるようになり、地域社会活動家としても知られるようになった。リード・レコードは2019年10月19日に閉店した。

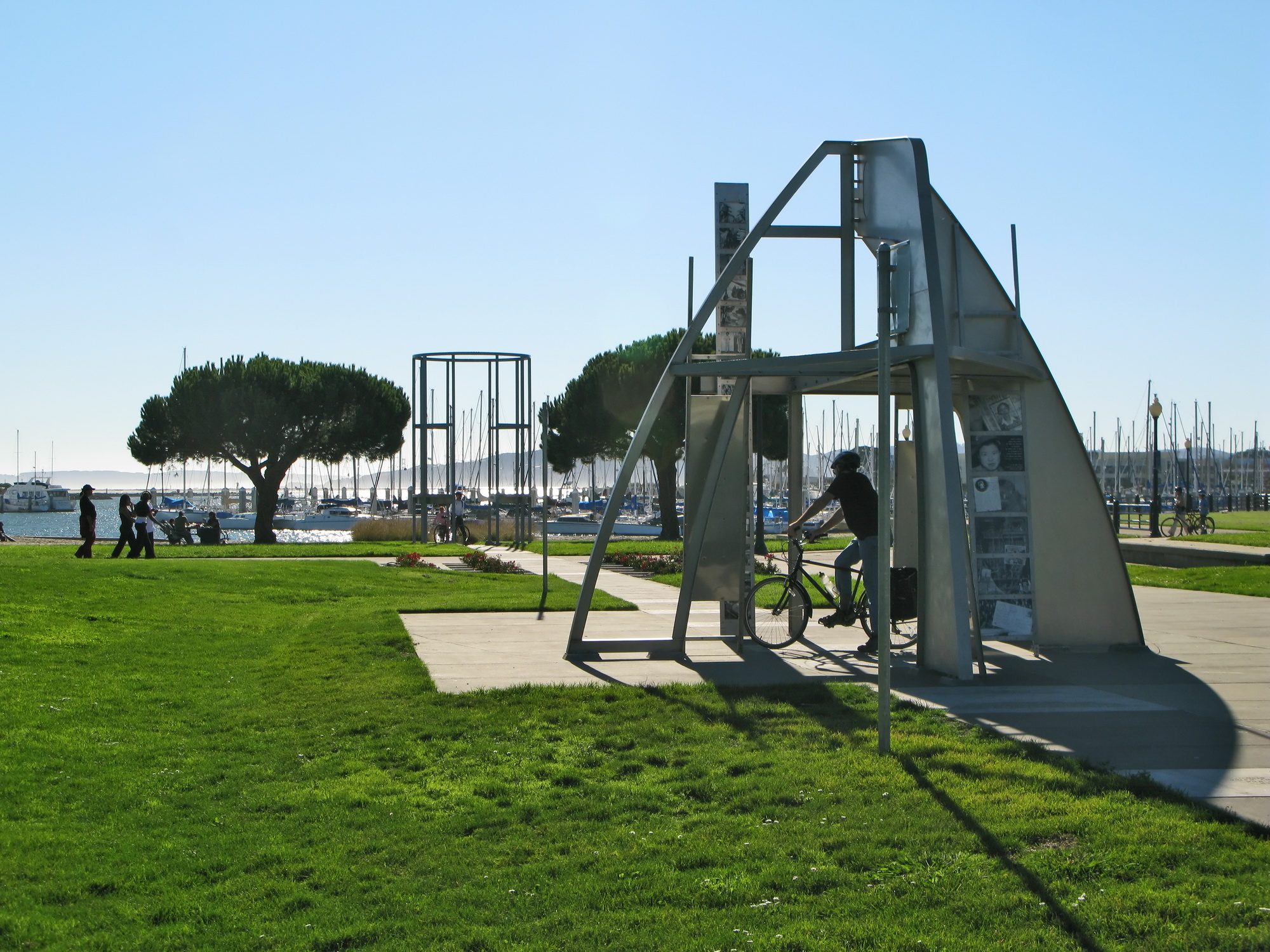
ロージー・ザ・リベッター第二次世界大戦ホーム・フロント国立歴史公園のロージー記念碑(The Rosie Memorial

後に、カリフォルニア州議会の女性議員であるディオン・アローナーやロニ・ハンコックの現場代表者となり、第二次世界大戦中のアメリカ国内における女性の貢献を記念する国立歴史公園の初期の計画や設立に関わった。こうして2000年に開設されたのが、カリフォルニア州リッチモンドのロージー・ザ・リベッター第二次世界大戦ホーム・フロント国立歴史公園である。
ソスキンは、この公園の建設計画における自身の役割を振り返り、未だに隔離された環境で働いているアフリカ系アメリカ人女性の現状についての思いが計画策定に役立ったと述べている。ソスキンは、この公園で、戦争中の白人女性の貢献だけでなく、黒人たちの貢献や、黒人たちに対する差別の歴史についても伝えるようにするよう求めた。
2003年に州議会での仕事を辞め、自身が設立に関わった国立歴史公園の相談役になった。2007年、85歳のときに、国立公園局の国立公園レンジャーとなり、この国立歴史公園に配属された。ソスキンはこの公園で、来訪者に公園の目的や歴史について教え、公園内の様々な史跡や所蔵品について説明するほか、自らの経験についても語っていた。
2019年9月、勤務中に脳卒中を発症して入院し、2020年1月に仕事に復帰した。2021年9月、100歳の誕生日を記念して、地元のファン・クレスピ中学校がベティ・リード・ソスキン中学校に改称した。2022年3月31日、ソスキンは国立公園局を退職した。このとき、最高齢の国立公園レンジャーとなっていた。